# Paul Giacobbi
Paul Giacobbi (Courbevoie, 4 giugno 1957) è un politico francese.

## Biografia
Nato a Courbevoie da una famiglia socialista radicale originaria di Venaco (Corsica), suo padre François Giacobbi è stato deputato all'Assemblea nazionale e sottosegretario di Stato nel 1957-1958 e presidente dell'Assemblea della Corsica dal 1974 al 1979, ha frequentato il Lycée Louis-le-Grand e il Lycée Henri-IV di Parigi.
Poi si è laureato all'Istituto di studi politici di Parigi, nel 1983 è stato eletto sindaco di Venaco ed è stato in carica fino al 2001, inoltre dal 1992 al 1998 è stato consigliere dell'Assemblea della Corsica e dal 1998 al 2010 presidente del consiglio generale dell'Alta Corsica, dal 25 marzo 2010 al 17 dicembre 2015 ha ricoperto la carica di presidente del Consiglio esecutivo della Corsica.